# Стрибки у воду на Чемпіонаті світу з водних видів спорту 2017 — змішана синхронна вишка, 10 метрів
Змагання зі стрибків у воду зі змішаної синхронної вишки на Чемпіонаті світу з водних видів спорту 2017 відбулись 15 липня.

## Результати
Фінал розпочався о 13:00.
| Місце | Країна          | Стрибуни                              |        |
| Місце | Країна          | Стрибуни                              | Очки   |
| ----- | --------------- | ------------------------------------- | ------ |
| 1     | Китай           | Жень Цянь Лянь Цзюньцзє               | 352.98 |
| 2     | Велика Британія | Луїс Тулсон Метті Лі                  | 323.28 |
| 3     | Північна Корея  | Kim Mi-rae Хьон Іль Мьонг             | 318.12 |
| 4     | Росія           | Юлія Тімошиніна Віктор Мінібаєв       | 310.08 |
| 5     | Канада          | Мейган Банфето Натан Шомбор-Маррей    | 307.80 |
| 6     | Японія          | Мінамі Ітахасі Кадзукі Муракамі       | 307.74 |
| 7     | Австралія       | Мелісса Ву Домонік Бедгуд             | 306.30 |
| 8     | Німеччина       | Крістіна Вассен Флоріан Фандлер       | 302.46 |
| 9     | Мексика         | Вівіана Дель Анхель Рандал Вільярс    | 301.08 |
| 10    | США             | Таррін Гілліланд Ендрю Капоб'янко     | 300.12 |
| 11    | Італія          | Ноемі Баткі Майкол Верцотто           | 291.54 |
| 12    | Україна         | Валерія Люлько Максим Долгов          | 287.34 |
| 13    | Колумбія        | Кароліна Мурільйо Віктор Ортега Серна | 258.93 |
| 14    | Куба            | Туті Гарсія Хейнклер Агірре           | 256.35 |
| 15    | Сінгапур        | Лім Шен Ян Фрейда Джонатан Чань       | 250.68 |
| 16    | Узбекистан      | Юлія Нуштаєва Ботір Хасанов           | 196.20 |